# Robot Dreams
Robot Dreams ist ein animierter Film von Pablo Berger. Er basiert auf der gleichnamigen Graphic Novel von Sara Varon. Der ohne Dialoge auskommende Zeichentrickfilm spielt im New York der 1980er Jahre und handelt von einem einsamen Hund, der sich einen Roboter baut, um einen Freund zu haben. Robot Dreams feierte im Mai 2023 bei den Filmfestspielen in Cannes seine Premiere, kam im Dezember 2023 in die französischen und im Mai 2024 in die deutschen Kinos. Im Rahmen der Verleihung des Goya 2024 erhielt der Film vier Nominierungen.

## Handlung
Der Hund Dog Varon lebt alleine in seinem kleinen Apartment in der East 13th Street in New York. Er schaut fern und ernährt sich von aufgewärmten Makkaroni-Gerichten. Um nicht weiter allein zu sein, bestellt er sich im Internet einen Roboter, der ihm als Bausatz geliefert wird. Die einsamen Abende vor dem Fernseher gehören fortan der Vergangenheit an. Dog Varon und sein Roboterfreund erkunden gemeinsam die Sehenswürdigkeiten der Stadt, essen Hot Dogs auf dem Bürgersteig und besuchen den Central Park.
Als sie am Strand baden, geht der Roboter kaputt und kann sich nicht mehr bewegen. Varon kann ihn aufgrund des Gewichts nicht wegtragen und lässt ihn zurück. Als er am Tag darauf holen will, ist die Badesaison vorbei und der Strand gesperrt. Nachdem er beim Versuch erwischt wird, unbefugt den Strand zu betreten, beschließt Varon bis zum nächsten Jahr zu warten, um den Roboter dann zu holen. Inzwischen lebt er sein Leben weiter.
Der Roboter liegt währenddessen bewegungsunfähig am Strand. Ein paar schiffbrüchige Hasen reißen sein Bein ab und verwenden es, um ihr Boot zu reparieren. Eine Vogelfamilie benutzt ihn als Nistplatz, und schließlich wird er von einem Metallsucher gefunden und an einen Schrotthändler verkauft. Währenddessen hat er immer wieder Träume, in denen er gerettet wird. Dann werden seine Einzelteile von einem Waschbär namens Rascal gekauft. Dieser repariert ihn und die beiden leben zusammen.
Als er eines Tages Varon mit einem neuen Roboter händchenhaltend auf der Straße gehen sieht, denkt er kurz darüber nach, ihn anzusprechen, entschließt sich dann aber dagegen und bleibt bei Rascal.

## Literarische Vorlage
Der Film basiert auf der Graphic Novel Robot Dreams der US-amerikanischen Autorin und Illustratorin Sara Varon. Diese wurde 2008 vom Ravensburger Buchverlag unter dem Titel Robo und Hund: Wahre Freundschaft rostet nicht in deutscher Sprache veröffentlicht. Die Illustratorin und Kinderbuch- und Graphic-Novel-Autorin lebt in Chicago und studierte am dortigen School of the Art Institute. Zu ihren anderen Büchern gehören Odd Duck, Bake Sale, Chicken & Cat und dessen Fortsetzung Chicken & Cat Clean Up, Hold Hands und My Pencil & Me. Odd Duck wurde von Kirkus Reviews zu einem der besten Kinderbücher des Jahres 2013 gewählt, Bake Sale wurde 2012 zu einer YALSA Great Graphic Novel gekürt, und Robot Dreams stand auf der Kinderleseliste des Oprah's Book Club.

## Produktion

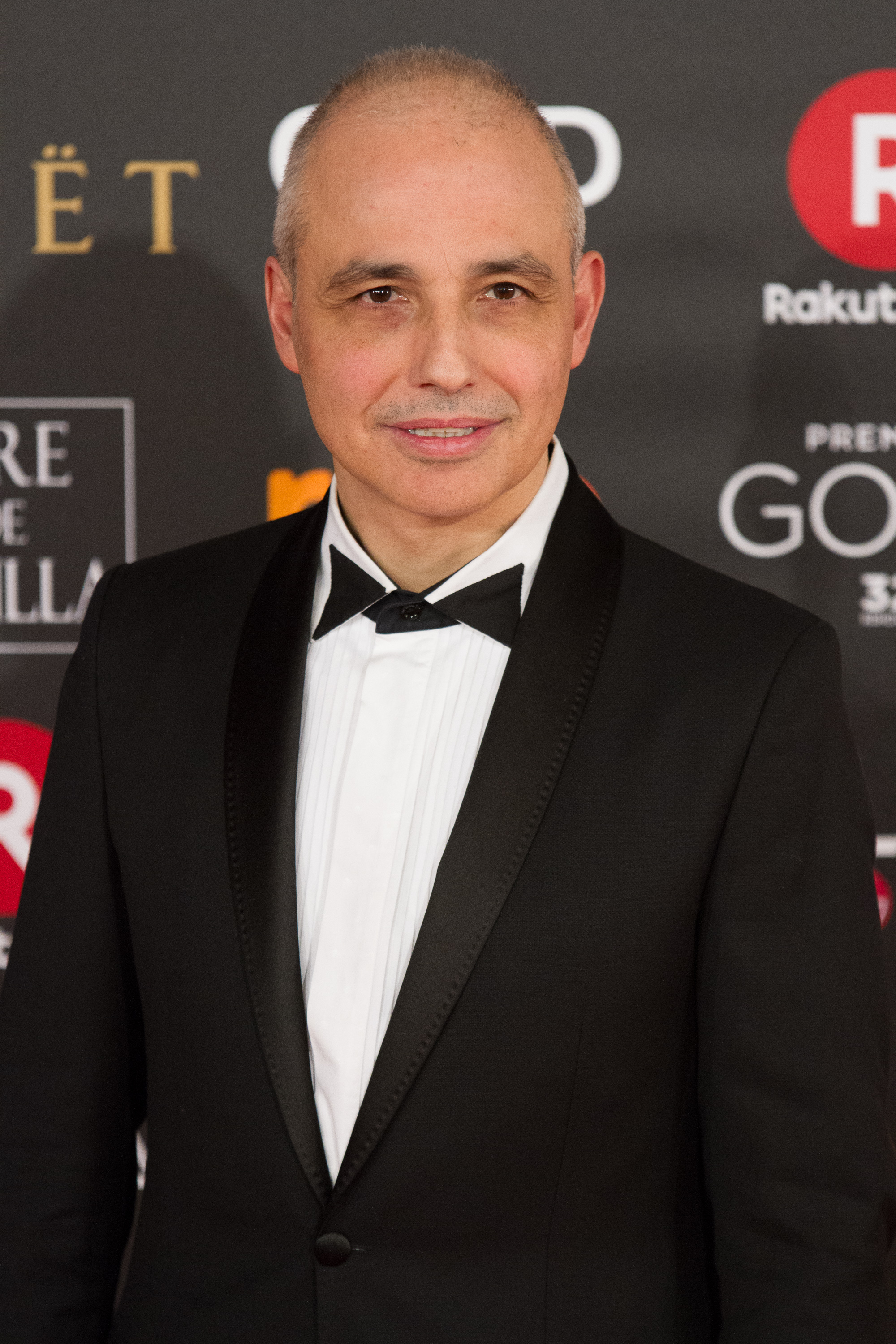
Regisseur Pablo Berger

Regie führte Pablo Berger, der auch das Drehbuch schrieb. Es handelt sich bei Robot Dreams nach Die Torremolinos Homevideos von 2003, Blancanieves von 2012 und Abracadabra von 2017 um Bergers vierten Langfilm und seinen ersten Animationsfilm.
Die Figuren in Robot Dreams sind alle geschlechtslos gestaltet. Berger hielt dies angesichts den Handlungsortes New York, eine Stadt, die als ein Melting Pot gilt, für passend. Die Figuren sprechen nicht, dafür verwendet der Film Musik, so während einer Tanzszene den Song September von Earth, Wind and Fire. Auch Bergers Stummfilm Blancanieves, der lose auf dem Märchen Schneewittchen der Brüder Grimm basiert, war dialogfrei gestaltet.
Die Filmmusik komponierte Alfonso de Vilallonga, mit dem Berger bereits für Blancanieves zusammenarbeitete. Im Dezember 2023 veröffentlichte Milan Records ein Soundtrack-Album mit insgesamt 29 Musikstücken.
Die Premiere des Films erfolgte am 20. Mai 2023 bei den Filmfestspielen in Cannes im Rahmen einer Sondervorstellung für Kinder. Im Juni 2023 wurde er beim Festival d’Animation Annecy und im September 2023 beim Toronto Film Festival und beim Fantasy Filmfest vorgestellt. Anfang Oktober 2023 wird er beim Hamptons International Film Festival und beim London Film Festival gezeigt, kurz später beim Chicago International Film Festival und beim Montclair Film Festival, Ende des Monats bei der Viennale und beim Tokyo International Film Festival und hiernach beim Brisbane International Film Festival. Ab Mitte November 2023 wird er beim Internationalen Filmfestival Mannheim-Heidelberg vorgestellt. Am 27. Dezember 2023 kam der Film in die französischen Kinos. Im Januar 2024 wird er beim Palm Springs International Film Festival und beim Tromsø International Film Festival gezeigt. Der Kinostart in Deutschland erfolgte am 9. Mai 2024. Die Rechte für den Film in Nordamerika sicherte sich das Independent-Film-Produktions- und Vertriebsunternehmen Neon. Der Kinostart dort erfolgte am 31. Mai 2024.

## Rezeption

### Kritiken
Von den bei Rotten Tomatoes aufgeführten Kritiken sind 98 Prozent positiv bei einer durchschnittlichen Bewertung mit 8,4 von 10 möglichen Punkten, womit er aus den 25. Annual Golden Tomato Awards als Fünftplatzierter unter den Animationsfilmen und auch den internationalen Filmen des Jahres 2024 hervorging. Bei Metacritic erhielt der Film einen Metascore von 87 von 100 möglichen Punkten.
Michael Meyns, Filmkorrespondent der Gilde deutscher Filmkunsttheater, erklärt in seiner Kritik, zwar spielten elektrische Schafe in Robot Dreams keine Rolle, dennoch gebe der Film eine Antwort auf die einst von Philip K. Dick gestellte Frage, wovon Roboter träumen. Der Film zeige Seiten der gern als Schmelztiegel bezeichneten Metropole, von Graffiti bis Breakdance, vom Central Park bis zum World Trade Center, vom Hot Dog bis zu fettigen Pizzastücken, und so fehle kaum ein typisches Motiv New Yorks. Robot Dreams sei ein Film der sanften Momente, der melancholischen Atmosphäre und ein Animationsfilm weniger für Kinder, als für Erwachsene, die die nostalgische Stimmung zu schätzen wissen.
Von der Deutschen Film- und Medienbewertung wurde Robot Dreams mit dem Prädikat Besonders wertvoll versehen. Dass die detailreichen und psychologisch tiefen Erzählungen ohne ein einziges gesprochenes Wort auskommen, empfand die Jury als ganz große Leistung und zusätzlichen Zauber, der den Film global einsetzbar und verständlich mache.
Wunderbar sei auch das titelgebende Spiel mit Traum und Wirklichkeit gelungen, in dem der Roboter liebevoll Rückkehrphantasien entwickelt. Robot Dreams sei kein klassischer Animationsfilm für Kinder, vielmehr ein die ganze Familie unterhaltender Film, der auch für Kinder ab 6 oder 8 Jahren zu empfehlen ist, weil in dieser Erzählung eben auch einmal klassische Träume zerplatzen dürfen.

### Einsatz im Unterricht
Das Onlineportal kinofenster.de empfiehlt den Film für die Unterrichtsfächer Deutsch, Englisch und Kunst und bietet Materialien zum Film für den Unterricht. Dort schreibt Stefan Stiletto, der Film setze ganz auf die Mimik und Gestik der Figuren und fordere so von seinem Publikum eine hohe Aufmerksamkeit, um der Handlung und Figurenentwicklung folgen zu können. Dabei komme auch der musikalischen Untermalung eine wichtige erzählerische Funktion zu, wie beispielsweise dem Lied September von Earth, Wind and Fire.

### Auszeichnungen
Alliance of Women Film Journalists Awards 2024
- Nominierung als Bester Animationsfilm (Pablo Berger)[33]

Annie Awards 2024
- Auszeichnung als Bester Independentfilm
- Nominierung für die Beste Regie (Pablo Berger & Benoît Feroumont)
- Nominierung für das Beste Drehbuch (Pablo Berger)
- Nominierung für das Beste Figurendesign (Daniel Fernandez Casas)
- Nominierung für das Beste Storyboarding (Maca Gil)[34]

Boston Society of Film Critics Awards 2023
- Runner-up als Bester Animationsfilm[35]

Chicago Film Critics Association Awards 2023
- Nominierung als Bester Animationsfilm[36]

Europäischer Filmpreis 2023
- Auszeichnung als Bester Animationsfilm

Festival d’Animation Annecy 2023
- Auszeichnung mit dem Prix Contrechamp

Goya 2024
- Auszeichnung als Bester Animationsfilm
- Auszeichnung für das Beste adaptierte Drehbuch (Pablo Berger)
- Nominierung für den Besten Schnitt (Fernando Franco)
- Nominierung für die Beste Filmmusik (Alfonso de Vilallonga)

London Critics’ Circle Film Awards 2024
- Nominierung als Bester Animationsfilm[37]

Los Angeles Film Critics Association Awards 2023
- Runner-up in der Kategorie Bester Animationsfilm[38]

Online Film Critics Society Awards 2024
- Nominierung als Bester animierter Spielfilm[39]

Oscarverleihung 2024
- Nominierung als Bester animierter Spielfilm

Palm Springs International Film Festival 2024
- Nominierung für den Ibero-American Award[40]

Premios Platino del Cine Iberoamericano 2024
- Auszeichnung als Bester iboamerikanischer Animationsfilm (Pablo Berger)
- Auszeichnung für die Beste Filmmusik (Alfonso de Vilallonga)[41]

San Diego Film Critics Society Awards 2023
- Nominierung als Bester Animationsfilm[42]

Satellite Awards 2023
- Nominierung als Bester Animationsfilm[43]

Sitges Film Festival 2023
- Nominierung im Official Fantàstic Competition (Pablo Berger)
- Auszeichnung mit dem Publikumspreis[44]

Toronto Film Critics Association Awards 2023
- Auszeichnung als Bester Animationsfilm[45]